# حقایق‌نگار خورموجی
حاج میرزا محمدجعفر ملقب به حقایق‌نگار، (زادهٔ ۱۲۳۵ قمری - درگذشتهٔ ۱۳۰۱ قمری) مورخ و محقق معروف قرن سیزدهم یعنی عصر ناصری است که در خورموج شهرستان دشتی در استان بوشهر متولد شده و پس از کسب کمالات و تحصیلات دانش در جوانی ضابطی خورموج که از پدر به و ارث رسیده بود نائل گشت و تا ۱۲۸۵ ه‍.ق بدین شغل منصوب بود اما در این سال بر اثر اختلافاتی که بین او و حاجی خان حکمران کل دشتی و پدر محمدخان دشتی درگرفت از این شغل معزول شد و به شیراز رفت و به امارت دیوان‌خانهٔ عدلیهٔ شیراز منصوب شد. در ۱۲۷۶ ه‍.ق کتاب آثار جعفری در تاریخ و جغرافیای مملکت فارس را نوشت.
سپس به تهران رفت و به حضور ناصرالدین‌شاه رسید. شاه او را مأمور تهیهٔ کتاب حقایق تاریخ ایام خود کرد. سپس خورموجی با کمال صداقت به جمع‌آوری اخبار و درج آن اقدام کرد و کتاب حقایق الاخبار ناصری را نوشت و به لقب حقایق‌نگار ملقب گردید. به قول عباس اقبال آشتیانی در یادداشتی که بر مقدمهٔ کتاب به تصحیح حسین خدیو جم نوشته‌است این کتاب که تاریخ مختصر قاجار و تاریخ بالنسه مفصل سلطنت ناصرالدین‌شاه تا سال ۱۲۸۴ ه‍.ق است ظاهراً مقبول نظر شاه نیفتاد و حاجی محمدجعفر مغضوب شد و به عراق مهاجرت نمود و در آن‌جا مقیم شد تا آن که به سال ۱۳۰۱ ه‍.ق در همان دیار وفات یافت.
زندگی علمی محمدجعفر خان از زمان هجرت آغاز گردید. وی صاحب تألیفات ارزشمندی از کتاب‌های عصر قاجار است.
مشهورترین و زبده‌ترین اثر این دانشمند مورخ حقایق الخبار ناصری است. او در این کتاب برای اولین بار قتل امیرکبیر را افشا می‌کند. او در باب قتل امیرکبیر که همهٔ مورخان معاصر او درگذشت امیرکبیر را بر اثر ناخوشی و تورم دست و پا و آماس بدن دانسته‌اند او این واقعه را به صراحت قتل نوشته‌است. در این باره، باستانی پاریزی چنین می‌نویسد:
تنها میرزا جعفرخان خورموجی حقایق‌نگار بود که «ناصرالدین‌شاه او را مأمور کرد تا حقایق تاریخ ایام خود را خالی از تصنعات منشیانه و تملقات معموله به رشتهٔ تألیف بیاورد» و این مرد نیک خورموجی ، به راحتی باور کرده بود که واقعاً می‌باید حقایق را بنویسد! تاریخش تمام شد و در شرح حال امیرکبیر چنین نوشت «... به حکم قهرمان طبیعت سلطنت، جلیل‌خان بیات با یکصد نفر سواره مشارالیه را با منشیان به کاشان برده در قریه فین عزلت‌گزین گردانید. پس از یک اربعین برحسب صوابدید امناء و امراء، فنایش بر بقا مرجَّح گردید، حاجی علیخان فراشباشی به کاشان شتافت. روز هیجدهم ربیع‌الاول در گرمابه، بدون ظهور عجز و لابه، ایادیی که مدتی متمادی از یمین و یسار اعادی و اشرار را مقهور و خوار می‌داشت - فصّاد دژخیم‌نهادِ اجل به فصدِ یمین و یسارش پرداخته، به دیار عدمش روانه ساخت» (حقایق الاخبار، ص ۱۹۰). این کتباً طبعاً مورد قبول واقع نمی‌شد. او در سال ۱۳۰۱ ه‍.ق در سن ۷۶ سالگی در عراق درگذشت.
سوسن یزدانی در کتاب دورۀ قاجار در آینۀ سه اثر ( تاریخ ملک آرا ، حقایق الاخبار ناصری و افسانۀ قاجار ) علاوه بر مورد بالا به برخی از بی پروایی های تاریخ نگار در ثبت رخدادها اشاره کرده است که سبب توقف انتشار حقایق الاخبار ناصری شده بود. برای نمونه در این کتاب آمده است : « خورموجی در روایت کشتار عمومی مردم نیریز ، با حکم عمومی بابی گری از سیاست کلی حکومت در برابر سرکوب دگراندیشان پرده برداشته، می نویسد: در سال 1269ق، میرزا نعیم نوری ، حاکم دارابجرد و نیریز با بهره گیری از نوعی گفتمان مذهبی « فقرا و مظلومین نیریز و دارابجرد» را تنها به دلیل داشتن پیشینه یا به گفتۀ خورموجی ، به خاطر اختفای شماری از این جماعت ضاله با «حکم عمومی بابی» قتل عام کرد و ضعفای جهرم و قیر کازرون را هم به نام «خارجی و وهابی» از دم تیغ گذراند.

## آثار
- آثار جعفری
- حقایق الاخبار ناصری
- نزهة الاخبار
- حقایق المصیبه در تاریخ کربلا

## کتابنامه
- شرح حال شعرای دشتستان بزرگ، هیبت‌الله مالکی، چاپ رودکی، چاپ اول (۱۳۶۹).